# آفت‌کش زیستی
آفت‌کش زیستی (به انگلیسی: Biopesticide) یک ماده یا ارگانیسم بیولوژیکی است که به ارگانیسم‌هایی که به عنوان آفت دیده می‌شوند، آسیب می‌رساند، می‌کشد یا دفع می‌کند. مداخله بیولوژیکی مدیریت آفت شامل روابط شکارچی، انگلی یا شیمیایی است.
آنها از جاندارانی از جمله گیاهان، باکتری‌ها و دیگر میکروب‌ها، قارچ‌ها، نماتدها و غیره به دست می‌آیند. آنها اجزای برنامه‌های مدیریت یکپارچه آفات (IPM) هستند و توجه عملی زیادی را به عنوان جایگزینی برای محصولات شیمیایی مصنوعی حفاظت از گیاهان (PPP) به خود جلب کرده‌اند.